# HD 187203
Désignations
HD 187203 est une géante lumineuse de magnitude 6,47 située dans la constellation de l'Aigle. Elle se trouve à environ 1 763 années-lumière de la Terre.

## Observation
C'est une étoile située dans l'hémisphère nord céleste. En raison de sa position non fortement boréale, elle peut-être observée depuis la plupart des régions de la Terre, bien que les observateurs de l'hémisphère nord aient un plus grand avantage. Près du cercle arctique, elle apparaît circumpolaire, alors qu'elle n'est invisible que près de l'Antarctique. Étant d'une magnitude de 6,47, elle n'est pas observable à l'œil nu. Pour pouvoir la voir, cependant, même des jumelles suffisent, à condition d'avoir un ciel nocturne disponible.
Le meilleur moment pour l'observer dans le ciel nocturne se situe entre fin juin et novembre. Dans les deux hémisphères, la période de visibilité reste à peu près la même, grâce à la position de l'étoile non loin de l'équateur céleste.

## Caractéristiques
C'est une géante lumineuse. Elle a une magnitude absolue de -2,19 et sa vitesse radiale indique qu'elle se rapproche du Système solaire.